# Garzau-Garzin
Garzau-Garzin is een gemeente in de Duitse deelstaat Brandenburg, en maakt deel uit van het Landkreis Märkisch-Oderland.
Garzau-Garzin telt 504 inwoners.

## Geschiedenis
In de regio van Garzau en Garin waren in de 8e t/m 10e eeuw nederzettingen van de Wenden, een westslavisch volk. Gedurende de ostsiedlung (Oostkolonisatie) werd het brinkdorp Garzau voor het eerst als grensplaats genoemd in een oorkonde, in bezit van het klooster Zinna. Het lintdorp Garzin volgde in 1309, in naam van de consul van Strausberg "Johanne van Garzin". Beide dorpen waren in de 14e en 15e eeuw in bezit van het adelgeslacht Wulkow, aansluitend in bezit van de familie von Pfuel.

De huidige gemeente ontstond op 31 december 2001 uit een vrijwillige fusie de tot dan toe zelfstandige gemeenten Garzau en Garzin.

## Sport en recreatie
Door Garzau loopt de Europese wandelroute E11. De E11 loopt van Den Haag naar het oosten, op dit moment de grens Polen/Litouwen. De route komt van Strausberg via Rehfelde en vervolgt naar Buckow.

## Galerij

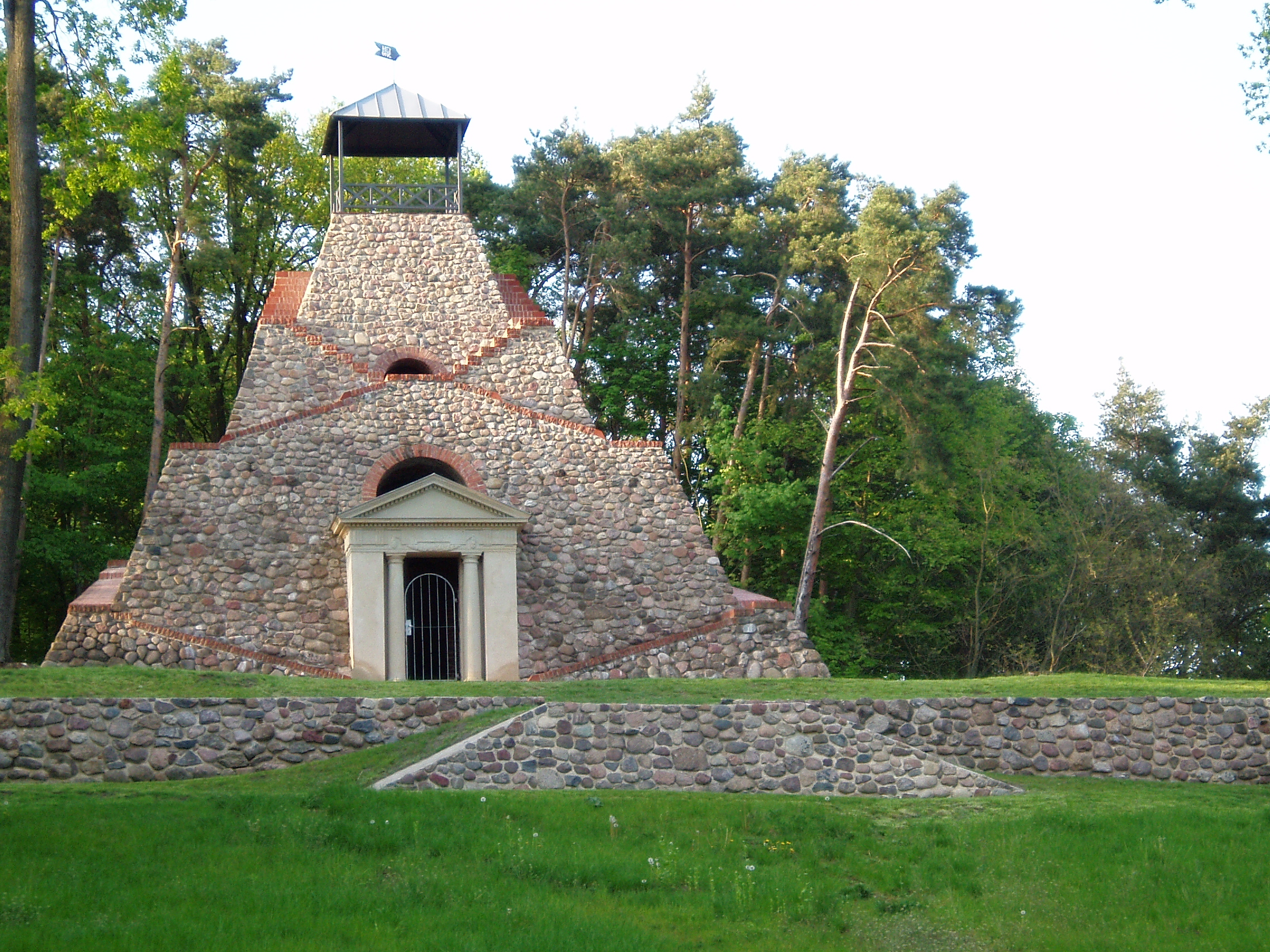
Pyramide van Friedrich Wilhelm Carl von Schmettau
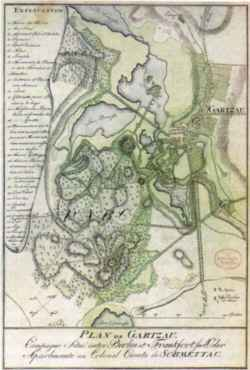
Engels landschapspark van graaf Schmettau in Garzau
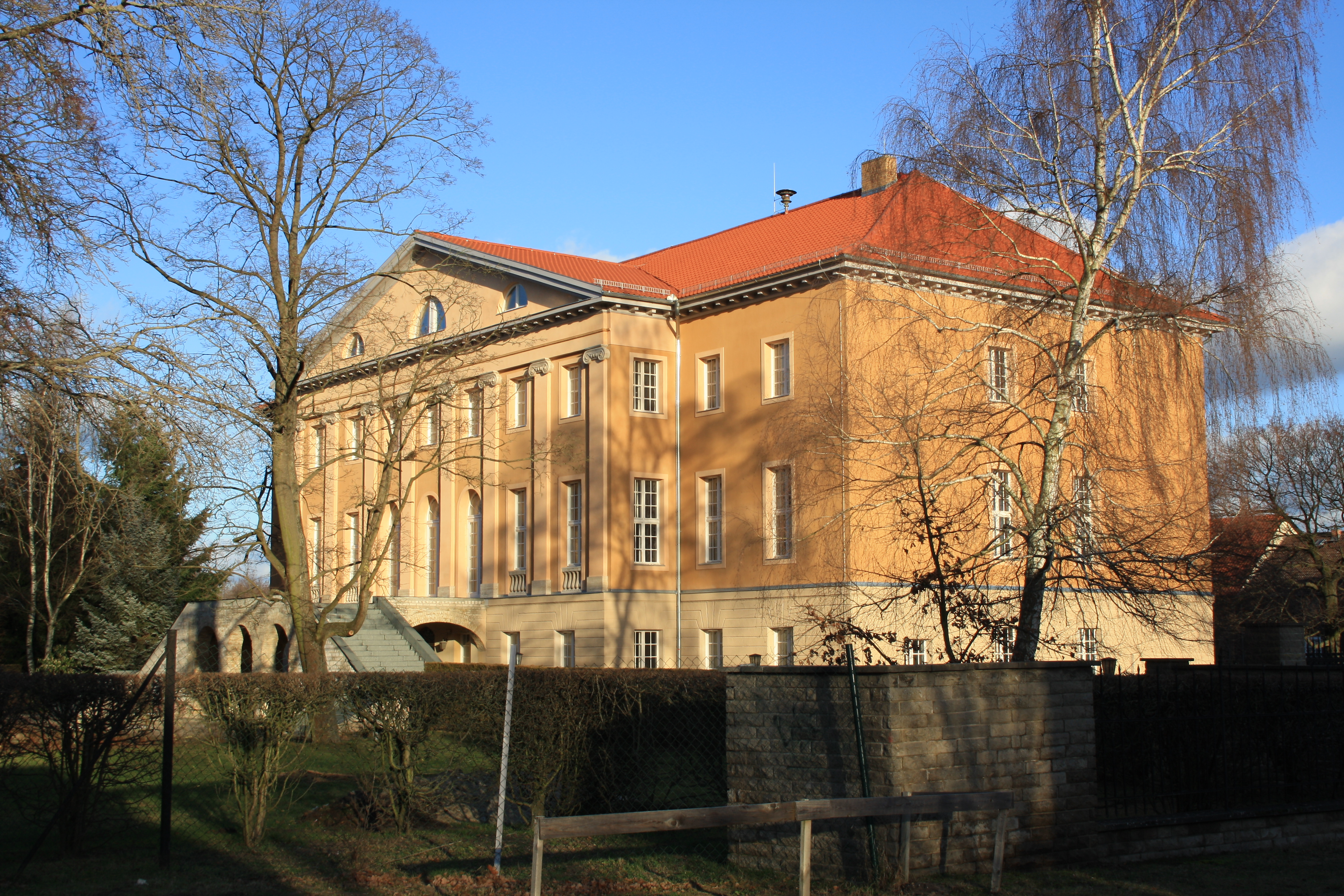
Slot Garzau in 2012

Altlandsberg ·
Alt Tucheband ·
Bad Freienwalde ·
Beiersdorf-Freudenberg ·
Bleyen-Genschmar ·
Bliesdorf ·
Buckow (Märkische Schweiz) ·
Falkenberg ·
Falkenhagen (Mark) ·
Fichtenhöhe ·
Fredersdorf-Vogelsdorf ·
Garzau-Garzin ·
Golzow ·
Gusow-Platkow ·
Heckelberg-Brunow ·
Höhenland ·
Hoppegarten ·
Küstriner Vorland ·
Lebus ·
Letschin ·
Lietzen ·
Lindendorf ·
Märkische Höhe ·
Müncheberg ·
Neuenhagen bei Berlin ·
Neuhardenberg ·
Neulewin ·
Neutrebbin ·
Oberbarnim ·
Oderaue ·
Petershagen/Eggersdorf ·
Podelzig ·
Prötzel ·
Rehfelde ·
Reichenow-Möglin ·
Reitwein ·
Rüdersdorf bei Berlin ·
Seelow ·
Strausberg ·
Treplin ·
Vierlinden ·
Waldsieversdorf ·
Wriezen ·
Zechin ·
Zeschdorf